# Campionati sudamericani di atletica leggera 2011
I 47º Campionati sudamericani di atletica leggera si sono svolti a Buenos Aires, in Argentina, dal 2 al 5 giugno del 2011 e sono stati organizzati sotto la supervisione della CONSUDATLE.
Vi hanno preso parte 346 atleti di 13 paesi, e hanno visto la prevalenza, come numero di medaglie vinte, degli atleti brasiliani e colombiani.

## Risultati

### Uomini
| Specialità             | Oro                                                                            | Prestazione | Argento                                                                 | Prestazione | Bronzo                                                               | Prestazione |
| 100 metri              | Nilson André                                                                   | 10.35       | Kael Becerra                                                            | 10.41       | Sandro Viana                                                         | 10.44       |
| 200 metri              | Daniel Grueso                                                                  | 20.90       | Mariano Jiménez                                                         | 21.06       | Cristián Reyes                                                       | 21.09       |
| 400 metri              | Kléberson Davide                                                               | 46.74       | Geiner Mosquera                                                         | 47.19       | Luis Eduardo Ambrósio                                                | 47.57       |
| 800 metri              | Rafith Rodríguez                                                               | 1:51.38     | Kléberson Davide                                                        | 1:52.42     | Sebastián Vega                                                       | 1:52.43     |
| 1500 metri             | Leandro Prates Oliveira                                                        | 3:45.55     | Hudson de Souza                                                         | 3:46.35     | Federico Bruno                                                       | 3:47.81     |
| 5000 metri             | Javier Carriqueo                                                               | 13:58.27    | Víctor Aravena                                                          | 13.59.81    | Javier Guarín                                                        | 14.00.64    |
| 10,000 metri           | Giovani dos Santos                                                             | 28:41.02    | Damião de Souza                                                         | 28.53.94    | Jhon Tello                                                           | 28.56.46    |
| 110 metri ostacoli     | Matheus Inocêncio                                                              | 13.70       | Jorge McFarlane                                                         | 13.77       | Paulo Villar                                                         | 13.85       |
| 400 metri ostacoli     | Andrés Silva                                                                   | 49.94       | Mahau Suguimati                                                         | 51.11       | Víctor Solarte                                                       | 51.13       |
| 3000 m siepi           | Hudson de Souza                                                                | 8:36.53     | Marvin Blanco                                                           | 8:37.02     | Mariano Mastromarino                                                 | 8:38.91     |
| 20 km. di marcia       | Andrés Chocho                                                                  | 1:20:23.8   | Gustavo Restrepo                                                        | 1:20:36.6   | Yerko Araya                                                          | 1:20:47.2   |
| Staffetta 4×100 m      | Brasile Carlos Roberto de Moraes, Jr. Sandro Viana Nilson André Ailson Feitosa | 39.87       | Colombia Isidro Montoya Geiner Mosquera Luis Carlos Nuñez Daniel Grueso | 39.88       | Cile Ignacio Rojas Cristián Reyes Kael Becerra Jorge Rojas           | 40.83       |
| Staffetta 4×400 m      | Brasile Luís Ambrosio Kléberson Davide Wagner Cardoso Hederson Stefani         | 3:08.95     | Colombia Yeison Rivas Geiner Mosquera Diego Palomeque Rafith Rodríguez  | 3:09.67     | Argentina Josué Iarritú Fabio Martínez Miguel Wilken Mariano Jiménez | 3:13.30     |
| Salto in alto          | Diego Ferrín                                                                   | 2.23        | Guilherme Cobbo                                                         | 2.20        | Carlos Layoy                                                         | 2.20        |
| Salto con l'asta       | Fábio Gomes da Silva                                                           | 5.35        | Germán Chiaraviglio                                                     | 5.30        | Rubén Benítez                                                        | 4.90        |
| Salto in lungo         | Jorge McFarlane                                                                | 7.95        | Rafael Mello                                                            | 7.85        | Daniel Pineda                                                        | 7.82        |
| Salto triplo           | Maximiliano Díaz                                                               | 16.51       | Jonathan Henrique Silva                                                 | 16.45       | Jefferson Sabino                                                     | 16.45       |
| Getto del peso         | Germán Lauro                                                                   | 19.61       | Edder Moreno                                                            | 18.93       | Maximiliano Alonso                                                   | 17.95       |
| Lancio del disco       | Ronald Julião                                                                  | 62.72       | Germán Lauro                                                            | 59.98       | Jesús Parejo                                                         | 57.42       |
| Lancio del giavellotto | Arley Ibargüen                                                                 | 73.61       | Dairon Márquez                                                          | 73.15       | Víctor Fatecha                                                       | 72.51       |
| Lancio del martello    | Juan Ignacio Cerra                                                             | 72.12       | Wagner Domingos                                                         | 70.65       | Allan Wolski                                                         | 66.85       |
| Decathlon              | Luiz Alberto de Araújo                                                         | 7944        | Román Gastaldi                                                          | 7545        | Georni Jaramillo                                                     | 7051        |
|                        |                                                                                |             |                                                                         |             |                                                                      |             |

### Donne
| Specialità             | Oro                                                                          | Prestazione | Argento                                                                      | Prestazione | Bronzo                                                                         | Prestazione |
| 100 metri              | Ana Cláudia Lemos                                                            | 11.46       | Yomara Hinestroza                                                            | 11.63       | Rosemar Coelho Neto                                                            | 11.80       |
| 200 metri              | Ana Cláudia Lemos                                                            | 23.18       | Norma González                                                               | 23.22       | Jaílma de Lima                                                                 | 23.54       |
| 400 metri              | Norma González                                                               | 52.14       | Yenifer Padilla                                                              | 52.55       | Geisa Coutinho                                                                 | 52.84       |
| 800 metri              | Rosibel García                                                               | 2:04.76     | Andrea Ferris                                                                | 2:05.13     | Muriel Coneo                                                                   | 2:05.25     |
| 1500 metri             | Rosibel García                                                               | 4:22.18     | Tatiele de Carvalho                                                          | 4:22.94     | Sandra Amarillo                                                                | 4:23.94     |
| 5000 metri             | Fabiana da Silva                                                             | 15:39.67    | Rosa Godoy                                                                   | 15:43.36    | Cruz Nonata da Silva                                                           | 15:43.91    |
| 10,000 metri           | Simone da Silva                                                              | 31:59.11    | Rosa Godoy                                                                   | 32:51.10    | Cruz Nonata da Silva                                                           | 32:53.72    |
| 100 metri ostacoli     | Briggite Merlano                                                             | 13.07       | Maíla Paula Machado                                                          | 13.22       | Marcela Flórez                                                                 | 13.23       |
| 400 metri ostacoli     | Jaílma de Lima                                                               | 57.13       | Princesa Oliveros                                                            | 58.07       | Déborah Rodríguez                                                              | 58.63       |
| 3000 metri siepi       | Ángela Figueroa                                                              | 9:58.00     | Eliane Luanda da Silva                                                       | 10:22.96    | Jovana de la Cruz                                                              | 10:24.67    |
| 20 km di marcia        | Ingrid Hernández                                                             | 1:32:09.4   | Milángela Rosales                                                            | 1:32:17.6   | Arabelly Orjuela                                                               | 1:32:48.7   |
| Staffetta 4×100 metri  | Colombia Eliecith Palacios Alejandra Idrobo Yomara Hinestroza Norma González | 44.11       | Brasile Rosemar Coelho Neto Vanda Gomes Ana Cláudia Lemos Franciela Krasucki | 44.56       | Cile María Carolina Díaz María Fernanda Mackenna Isidora Jiménez Daniela Pavez | 46.42       |
| Staffetta 4x400 metri  | Brasile Geisa Coutinho Aline dos Santos Joelma Sousa Jaílma de Lima          | 3:31.66     | Colombia Alejandra Idrobo Evelys Aguilar Princesa Oliveros Yenifer Padilla   | 3:37.66     | Cile Javiera Errazuriz Isidora Jiménez Paula Goni María Fernanda Mackenna      | 3:49.51     |
| Salto in alto          | Marielys Rojas                                                               | 1.80        | Betsabé Páez                                                                 | 1.77        | Aline Fernanda Santos                                                          | 1.77        |
| Salto con l'asta       | Fabiana Murer                                                                | 4.70        | Karla Rosa da Silva                                                          | 4.00        | Milena Agudelo                                                                 | 3.90        |
| Salto in lungo         | Maurren Maggi                                                                | 6.52        | Keila Costa                                                                  | 6.45        | Caterine Ibargüen                                                              | 6.45        |
| Salto triplo           | Caterine Ibargüen                                                            | 14.59       | Keila Costa                                                                  | 13.96       | Gisele de Oliveira                                                             | 13.43       |
| Getto del peso         | Natalia Duco                                                                 | 17.15       | Elisângela Adriano                                                           | 16.55       | Anyela Rivas                                                                   | 16.15       |
| Lancio del disco       | Andressa de Morais                                                           | 57.54       | Karen Gallardo                                                               | 54.91       | Fernanda Martins                                                               | 54.18       |
| Lancio del giavellotto | María Murillo                                                                | 55.85       | Leryn Franco                                                                 | 55.66       | Alessandra Resende                                                             | 54.61       |
| lancio del martello    | Jennifer Dahlgren                                                            | 72.70       | Johana Moreno                                                                | 68.53       | Andreína Rodríguez                                                             | 67.28       |
| Eptathlon              | Vanessa Spínola                                                              | 5428        | Agustina Zerboni                                                             | 5226        | Melry Caldeira                                                                 | 5208        |
|                        |                                                                              |             |                                                                              |             |                                                                                |             |

## Medagliere
| Posizione | Nazione   | Oro | Argento | Bronzo | Totale |
| --------- | --------- | --- | ------- | ------ | ------ |
| 1         | Brasile   | 21  | 16      | 14     | 51     |
| 2         | Colombia  | 12  | 12      | 9      | 33     |
| 3         | Argentina | 5   | 8       | 7      | 20     |
| 4         | Ecuador   | 2   | 0       | 0      | 2      |
| 5         | Cile      | 1   | 3       | 7      | 11     |
| 6         | Venezuela | 1   | 2       | 4      | 7      |
| 7         | Perù      | 1   | 1       | 1      | 3      |
| 8         | Uruguay   | 1   | 0       | 1      | 2      |
| 9         | Paraguay  | 0   | 1       | 1      | 2      |
| 10        | Panama    | 0   | 1       | 0      | 1      |
| Totale    | Totale    | 44  | 44      | 44     | 132    |

## Nazioni partecipanti
Tra parentesi il numero di atleti per nazione
- Argentina (72)
- Aruba (1)
- Bolivia (11)
- Brasile (78)
- Cile (34)
- Colombia (56)
- Ecuador (22)
- Panama (3)
- Paraguay (25)
- Perù (15)
- Suriname (1)
- Uruguay (13)
- Venezuela (15)